# Hescheleria
Hescheleria is een geslacht van uitgestorven thalattosaurische mariene reptielen uit het Midden-Trias (247,2-235 miljoen jaar geleden) van Monte San Giorgio in Zwitserland. 

## Naamgeving
Het geslacht wordt vertegenwoordigd door de enige soort en typesoort Hescheleria ruebeli, die in 1936 werd benoemd door Bernhard Peyer. De geslachtsnaam eert Karl Heschler. De soortaanduiding eert Eduard August Rübel die in 1936 met pensioen ging.
Het holotype is PIMUZ T 2469, een skelet met schedel. Het dateert uit het Anisien-Ladinien.

## Beschrijving
Net als andere thalattosauriërs heeft Hescheleria een slank hagedisachtig lichaam met een lange peddelvormige staart. De lengte wordt geschat op ongeveer een meter.
De schedel, een dozijn centimeters lang, heeft een ongewoon gevormde snuit, met scherp naar beneden gebogen premaxillae. Dit vormt een tandvormige haak die bijna haaks staat op de rest van de kaak, met een groot diasteem. De onderkaak is aanzienlijk robuust en is bezaaid met kleine scherpe tanden, samen met een paar puntige conische uitsteeksels naar de punt, waarvan de functie onbekend is. De vreemde schedel suggereert een zeer gespecialiseerde levensstijl. Er is gespeculeerd dat de uitsteeksels op de onderkaak werden gebruikt om prooien met een harde schaal, zoals schelpdieren, te pletten. Andere paleontologen zijn het niet eens met deze hypothese, met het argument dat de uitsteeksels niet aansluiten tegen een ander potentieel plettend oppervlak in de kaken, maar in plaats daarvan contact maken met het rostrale diasteem.